# Droppar i folkhavet
Droppar i folkhavet är den fjärde romanen av Maria Sandel, utgiven för första gången 1924 på Tidens förlag i Stockholm. Under senare tid har romanen ansetts vara Sandels mest intressanta och levande.

## Handling
Ulrik Isberg är en kriminell man som inriktar sig på att råna människor på Stockholms gator. En dag i Humlegården ser han en flicka som sätter sig på en parkbänk och börjar läsa koncentrerat i en bok. Utan att hon märker något tar han hennes handväska och stoppar den under sin rock. Han inleder därefter ett samtal med flickan, skofabriksarbeterskan Gerda Spant, och låtsas försöka hjälpa henne med att hitta väskan. När han sedan hastigt öppnar väskan får han syn på ett kärleksbrev som han snabbt misstänker kommer från hans äldre fosterbror Rudolf. Ulrik tar för givet att det är Gerda som är föremålet för hans kärlek och bestämmer sig genast för att hämnas på brodern, som han djupt avskytt sedan barndomen, genom att ta hans blivande "fru" ifrån honom.
Gerda och Ulrik förlovar sig och Gerda blir gravid, men förhållandet blir allt mer destruktivt och Ulrik kräver allt mer pengar från henne. Efter en lång brevväxling med löfte om bot och bättring, lyckas Ulrik få sin bror Rudolf att avlägga ett besök i deras gemensamma bostad, fortfarande i tron om att Rudolf och Gerda är förlovade. Under bjudningen framkommer det att Rudolf faktiskt varit förlovad – med Gerdas avlidna bästa vän Betty. Brevet som Gerda hade i handväskan var ämnat för just denna Betty, som då låg inför döden på sjukhuset. Kvällen därpå, när Gerda kommit hem från jobbet, möts hon av en tom lägenhet, helt och hållet rensad på möbler, följt av grova hot undertecknade Ulrik skrivna med en krita på golvet. Förnedringen och fattigdomen gör att hon blir tvungen att flytta in hos en äldre kvinna vid namn Fru Hägg, som bor tillsammans med sin vuxna son Ansgar.